# NGC 7590
NGC 7590 is een spiraalvormig sterrenstelsel in het sterrenbeeld Kraanvogel. Het ligt 69 miljoen lichtjaar van de Aarde verwijderd en werd op 14 juli 1826 ontdekt door de Schotse astronoom James Dunlop.

## Synoniemen
- ESO 347-33
- MCG -7-47-30
- IRAS 23161-4230
- PGC 71031